# NRL All-Stars Game 2010
Das NRL All-Stars Game 2010 war die erste Ausgabe des NRL All-Stars Game. In ihm gewannen die Indigenous All Stars 16:12 gegen die NRL All Stars. Johnathan Thurston gewann als Man of the Match die Preston Campbell Medal.

## Auswahlverfahren

### NRL All Stars
Automatisch ausgewählt wurden der Kapitän und Vizekapitän von Australien und Neuseeland. Dies waren:
- Darren Lockyer
- Cameron Smith
- Benji Marshall
- Adam Blair

Als Nächstes fand eine Abstimmung auf der offiziellen Website der NRL statt. Ausgewählt wurden die Spieler, die auf ihrer Position die meisten Stimmen erhalten hatten. Dies waren:
- Israel Folau
- Josh Morris
- Luke O’Donnell
- Matt Cooper
- Jarryd Hayne
- Kurt Gidley
- Michael Jennings
- David Taylor
- Alan Tongue
- Nate Myles
- Anthony Watmough
- Anthony Tupou
- Billy Slater
- Gareth Ellis
- Luke Bailey
- Manu Vatuvei

Vier dieser Spieler fielen verletzungsbedingt oder aus anderen Gründen aus und wurden deswegen durch den Spieler aus ihrer Mannschaft mit den zweitmeisten Stimmen ersetzt. Dies waren:
- David Taylor, wurde durch Sam Burgess ersetzt
- Gareth Ellis, wurde durch Robbie Farah ersetzt
- Alan Tongue, wurde durch David Shillington ersetzt
- Billy Slater[1], wurde durch Brett Finch ersetzt

### Indigenous All Stars
Automatisch ausgewählt wurden der Kapitän der Gold Coast Titans und drei Spieler, die vom Indigenous Council der ARL ausgewählt wurden. Dies waren:
- Preston Campbell
- Jharal Yow Yeh
- Joel Thompson
- Travis Waddell

Als Nächstes fand wie bei den NRL All Stars eine Abstimmung auf der Website der NRL statt. Dabei wurden folgende Spieler ausgewählt.
- Justin Hodges
- PJ Marsh
- Sam Thaiday
- Jamal Idris
- Yileen Gordon
- Carl Webb
- Johnathan Thurston
- Jamie Soward
- Cory Paterson
- Daine Laurie
- Nathan Merritt
- Tom Learoyd-Lahrs
- George Rose
- Greg Inglis
- Scott Prince
- Wendell Sailor

Auch bei den Indigenous All Stars mussten einige Spieler verletzungsbedingt oder aus anderen Gründen ersetzt werden, mit dem Unterschied, dass dies nicht zwangsläufig durch einen Spieler aus derselben Mannschaft geschehen musste. Dies waren:
- Justin Hodges, wurde durch Blake Ferguson ersetzt
- Daine Laurie, wurde durch Greg Bird ersetzt
- Greg Inglis[2], wurde durch Beau Champion ersetzt
- PJ Marsh, wurde durch Ben Jones ersetzt[3]
- Jamal Idris, wurde durch Ty Williams ersetzt

## Das Spiel
| 13. Februar 18:00 | Indigenous All Stars                                                                 | 16 : 12              | NRL All Stars                                                       | Skilled Park, Gold Coast Zuschauer: 26.687 Schiedsrichter: Ashley Klein, Shayne Hayne, Gavin Badger, Luke Phillips |
| 13. Februar 18:00 | Versuche: Sailor 3. n.erh. Jones 32. erh. Soward 74. erh. Erhöhungen: Thurston (2/2) | (4:0, 6:0, 6:8, 0:4) | Versuche: Morris 54. n.erh. Marshall 59. n.erh. Jennings 61. n.erh. | Skilled Park, Gold Coast Zuschauer: 26.687 Schiedsrichter: Ashley Klein, Shayne Hayne, Gavin Badger, Luke Phillips |

| 1                  | Preston Campbell   |
| 2                  | Nathan Merritt     |
| 3                  | Ty Williams        |
| 4                  | Beau Champion      |
| 5                  | Wendell Sailor     |
| 6                  | Scott Prince       |
| 7                  | Johnathan Thurston |
| 8                  | George Rose        |
| 9                  | Ben Jones          |
| 10                 | Carl Webb          |
| 11                 | Cory Paterson      |
| 12                 | Tom Learoyd-Lahrs  |
| 13                 | Sam Thaiday        |
| Auswechselspieler: |                    |
| 14                 | Jamie Soward       |
| 15                 | Yileen Gordon      |
| 16                 | Greg Bird          |
| 17                 | Jharal Yow Yeh     |
| 18                 | Travis Waddell     |
| 19                 | Joel Thompson      |
| 20                 | Blake Ferguson     |

| 1                  | Jarryd Hayne      |
| 2                  | Israel Folau      |
| 3                  | Michael Jennings  |
| 4                  | Matt Cooper       |
| 5                  | Manu Vatuvei      |
| 6                  | Darren Lockyer    |
| 7                  | Benji Marshall    |
| 8                  | Adam Blair        |
| 9                  | Cameron Smith     |
| 10                 | Sam Burgess       |
| 11                 | Anthony Watmough  |
| 12                 | David Shillington |
| 13                 | Luke O’Donnell    |
| Auswechselspieler: |                   |
| 14                 | Kurt Gidley       |
| 15                 | Anthony Tupou     |
| 16                 | Nate Myles        |
| 17                 | Robbie Farah      |
| 18                 | Luke Bailey       |
| 19                 | Josh Morris       |
| 20                 | Brett Finch       |